# Selfixhe Ciu
Selfixhe Ciu (también Selfixhe Broja) conocida por el seudónimo Kolombja o Kolombia (Gjirokastër, 1918 - Tirana, 2003) fue una escritora considerada la primera mujer albanesa que publicó literatura en Albania. Es también conocida como referencia en el comienzo de la conciencia feminista en Albania. El 28 de noviembre de 1935, a los 17 años, Selfixhe Ciu publicó con el pseudónimo de Kolombja o Kolombia un poema en el diario Populli. Formó parte de los escritores albaneses de la década de 1930.

## Biografía
Nacida en Gjirokastër en 1918, Ciu era amiga de Musine Kokalari, la primera mujer albanesa que publicó una novela. Estudió en Florencia, Italia, cuando en 1939 durante la invasión italiana de Albania. Posteriormente regresó a Albania con su marido, Xhemal Broja, y abrió una librería en Shkodër. Se sumó al Partido Comunista de Albania, con Drita Kosturi y Nexhmije Hoxha, y fue uno de las personas que organizó la manifestación antifascista ilegal del 22 de febrero de 1942. Por ello fue arrestada y condenada a muerte, pero más tarde fue liberada. Después de la Segunda Guerra Mundial, en 1947,  fue encarcelada y posteriormente exiliada por el régimen comunista. Su marido, Xhemal Broja, la siguió en su internamiento. En 1998 Ciu publicó sus memorias, así como poesía y otras publicaciones, además de un libro, titulado Tallazet e jetes (en inglés: Winds of life). 
Ciu solo diecisiete años cuando se publicó su primer poema, y continuaría escribiendo poesía, ensayos y reseñas para muchos otros periódicos antes y durante la Segunda Guerra Mundial. También puede verse en ella según la investigadora Barbara Halla el comienzo de una conciencia feminista en Albania. Ella luchó por el derecho de las mujeres a divorciarse de sus esposos y declaró que "nacer mujer no es una desgracia", una declaración revolucionaria en un país donde el nacimiento de una niña era tratado como algo parecido a una tragedia. Halla señala que con Ciu comenzó una edad de oro de las escritoras albanesas, aunque la mayoría trabajaría exclusivamente en periodismo, recordando el nombre de las primeras periodistas de Albania: Ollga Plumbi, Afërdita Asllani y Mira Vangjeli fueron las primeras mujeres periodistas en Albania a menudo escribiendo bajo seudónimos.
Murió en 2003.